# 埃布斯
埃布斯是奥地利蒂罗尔州库夫施泰因县的一个市镇。总面积40平方公里，总人口5019人，人口密度125.5人/平方公里（2005年）。

埃布斯 - Ebbs
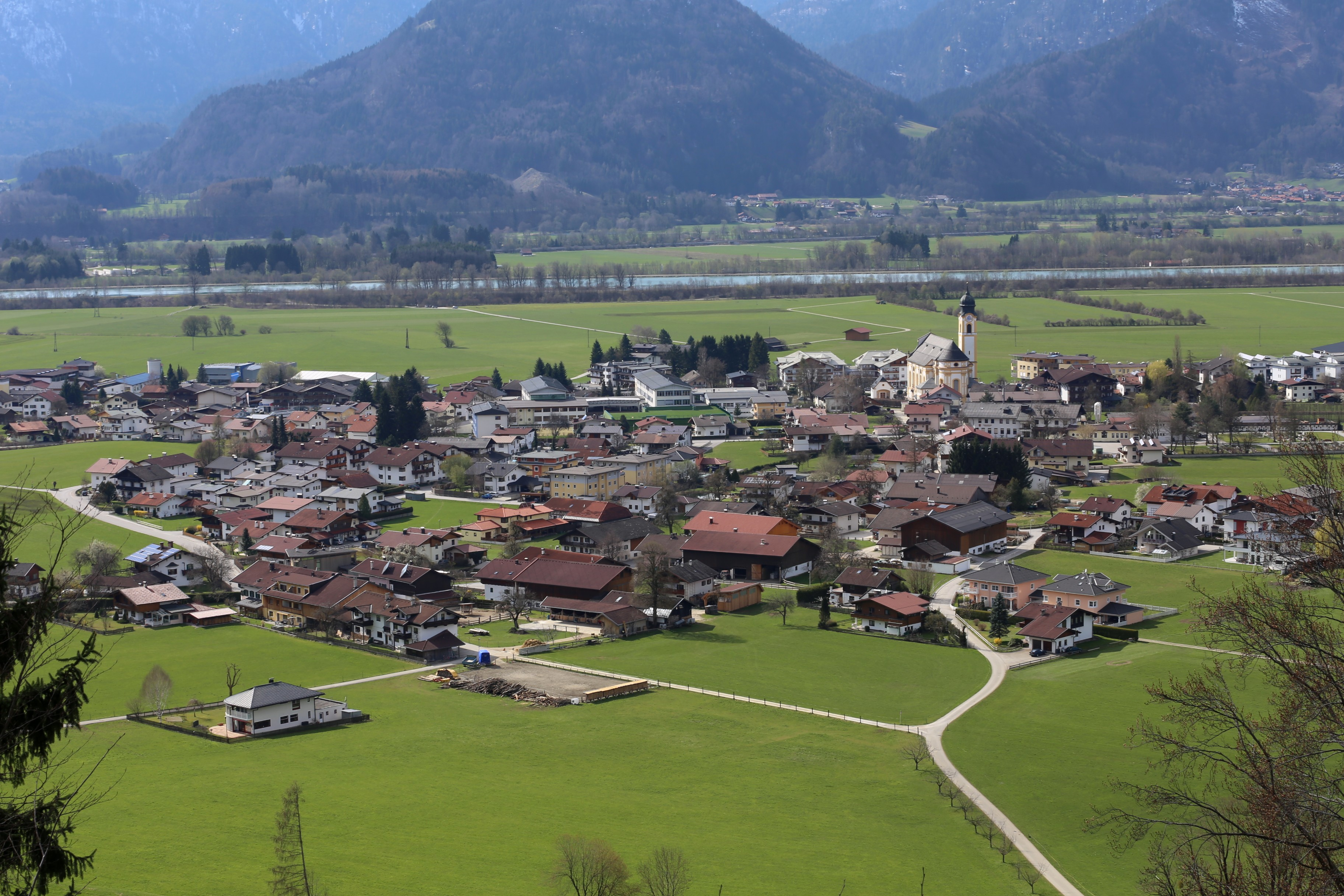
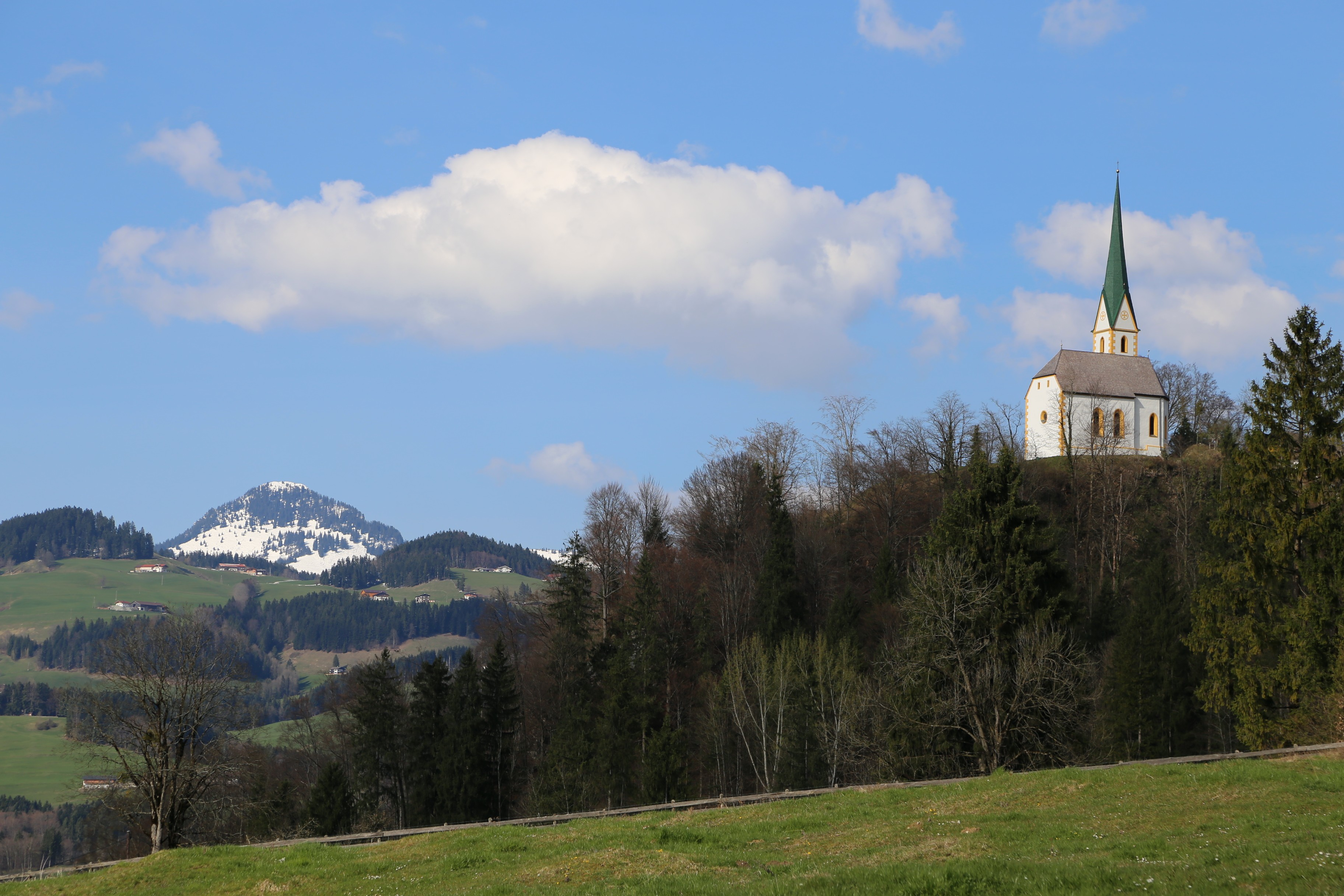
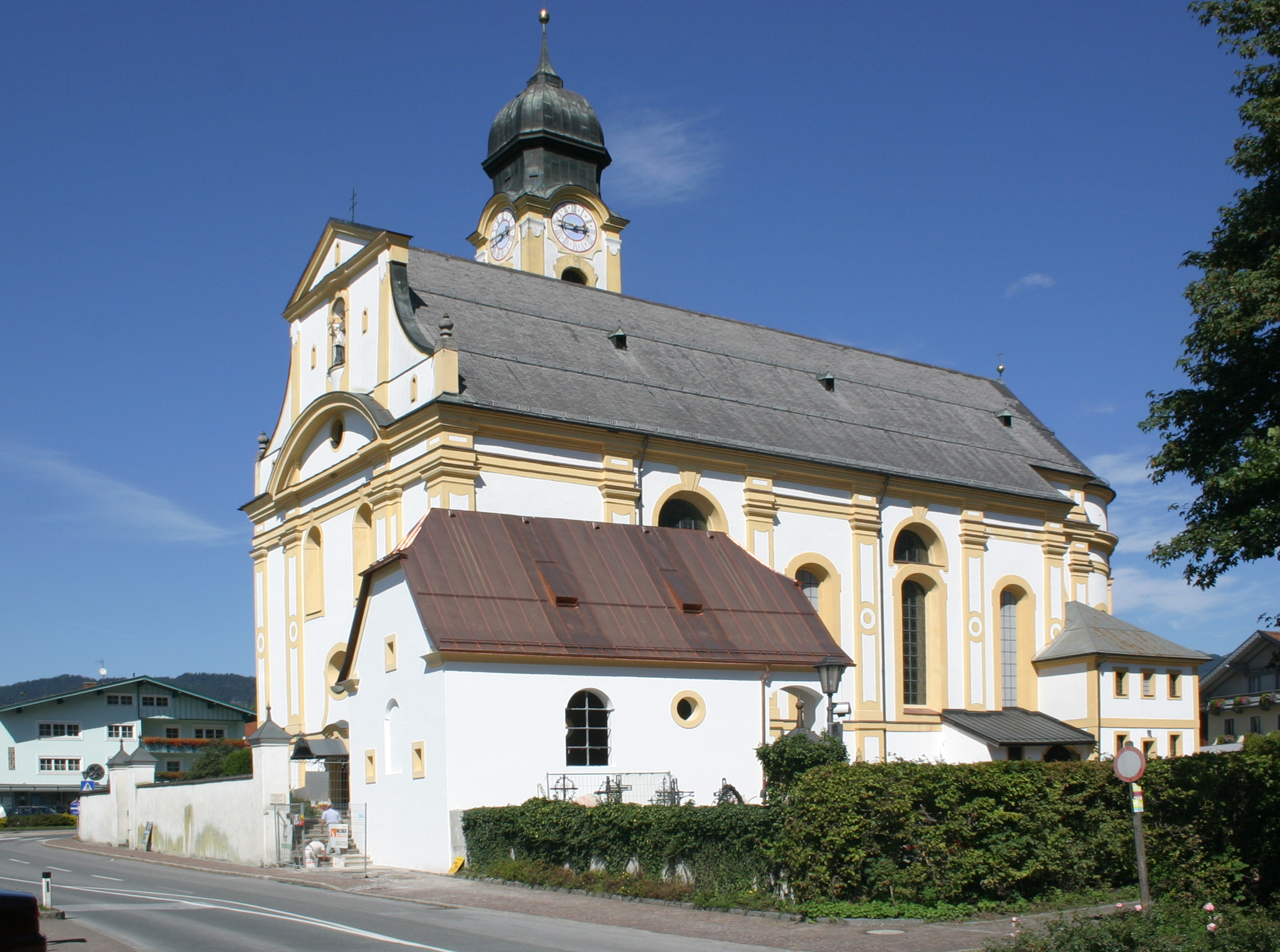
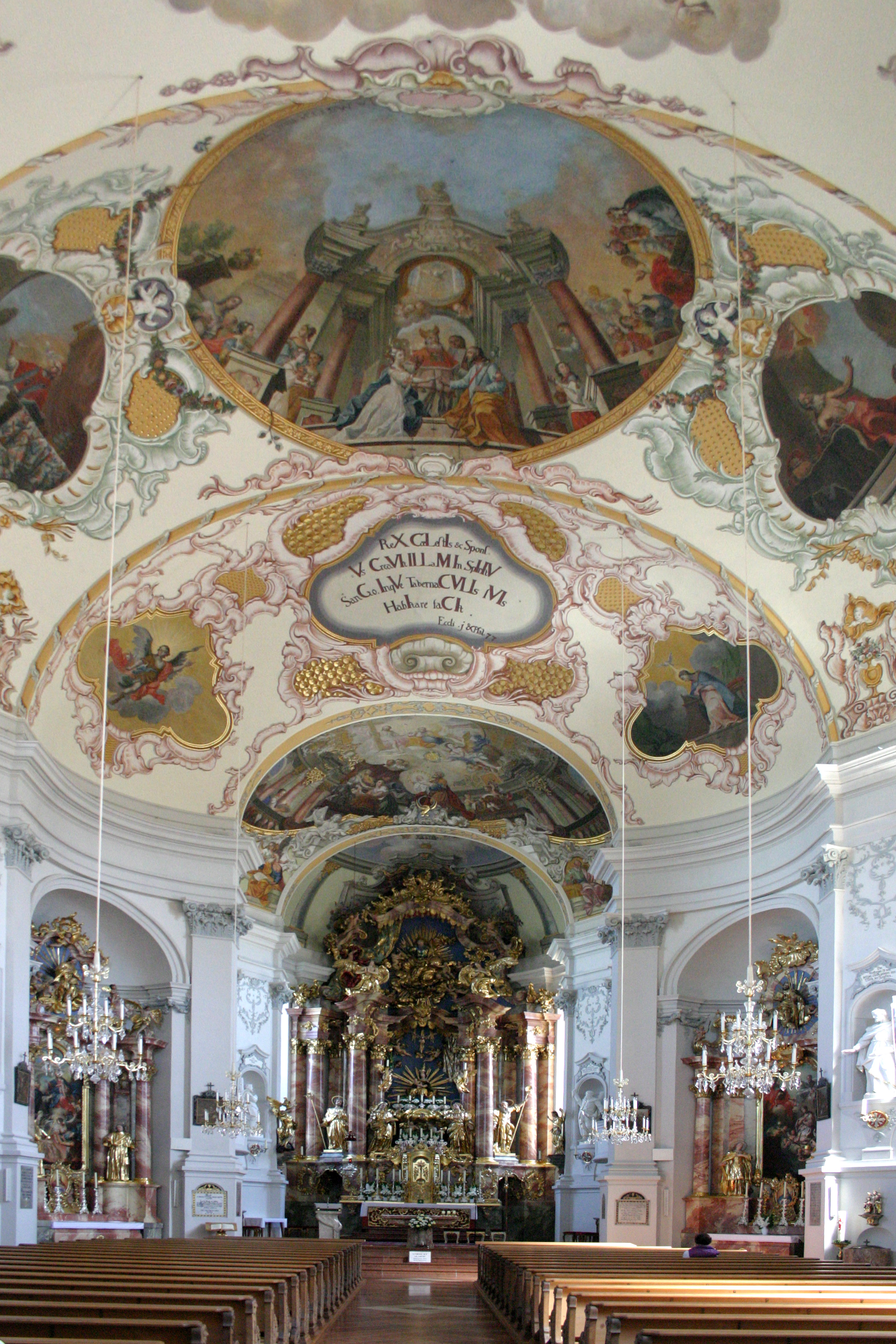
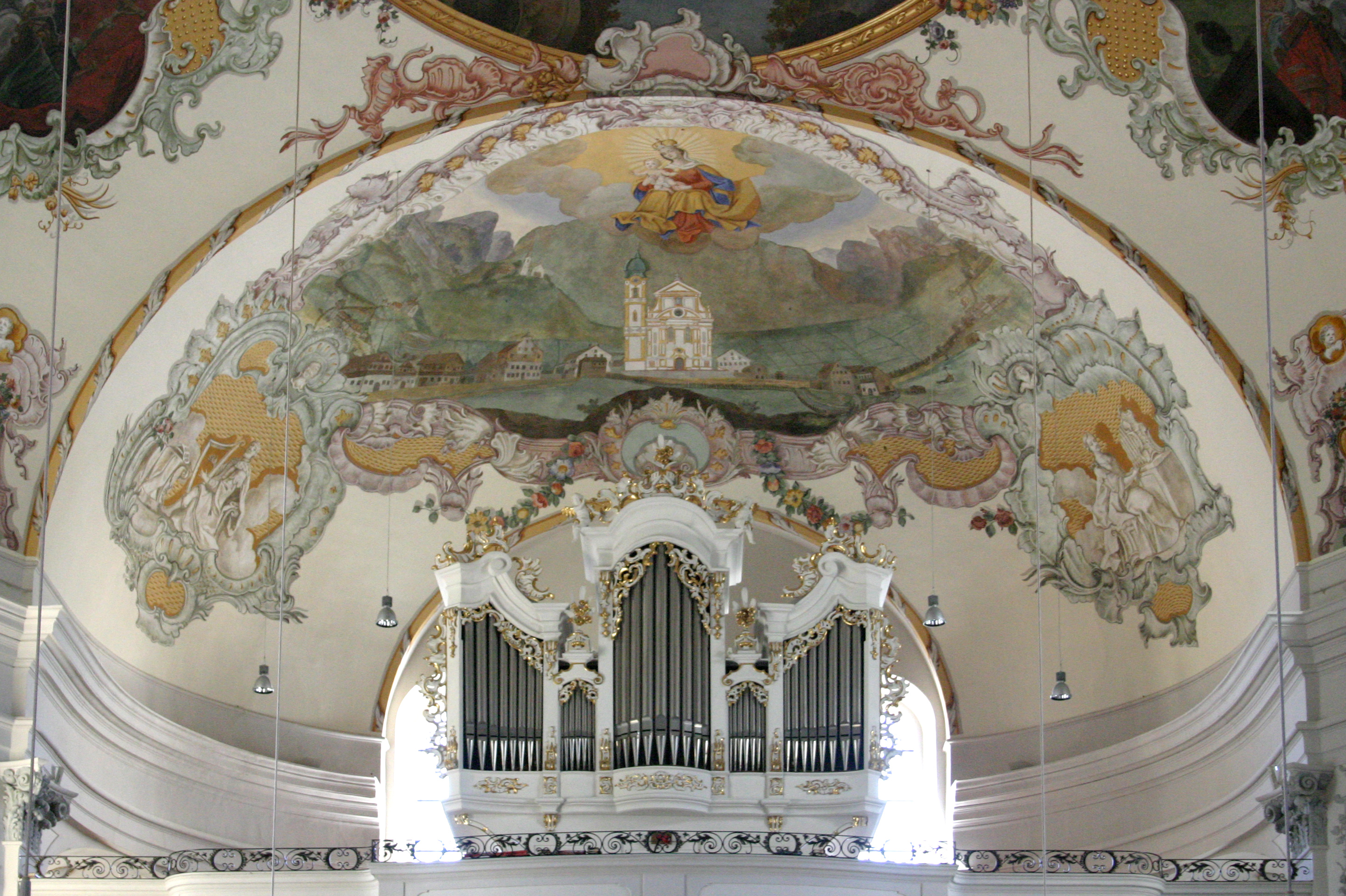
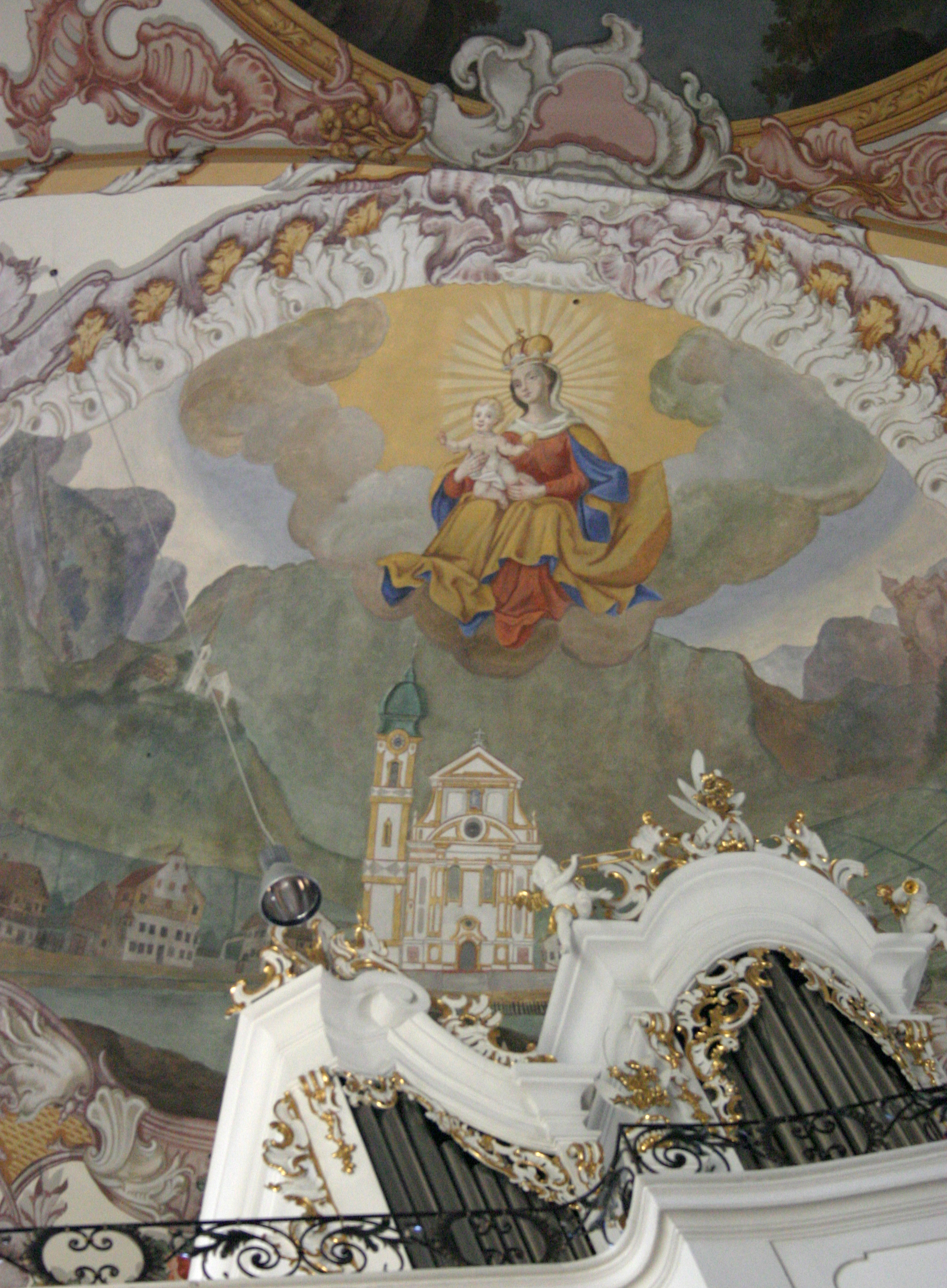
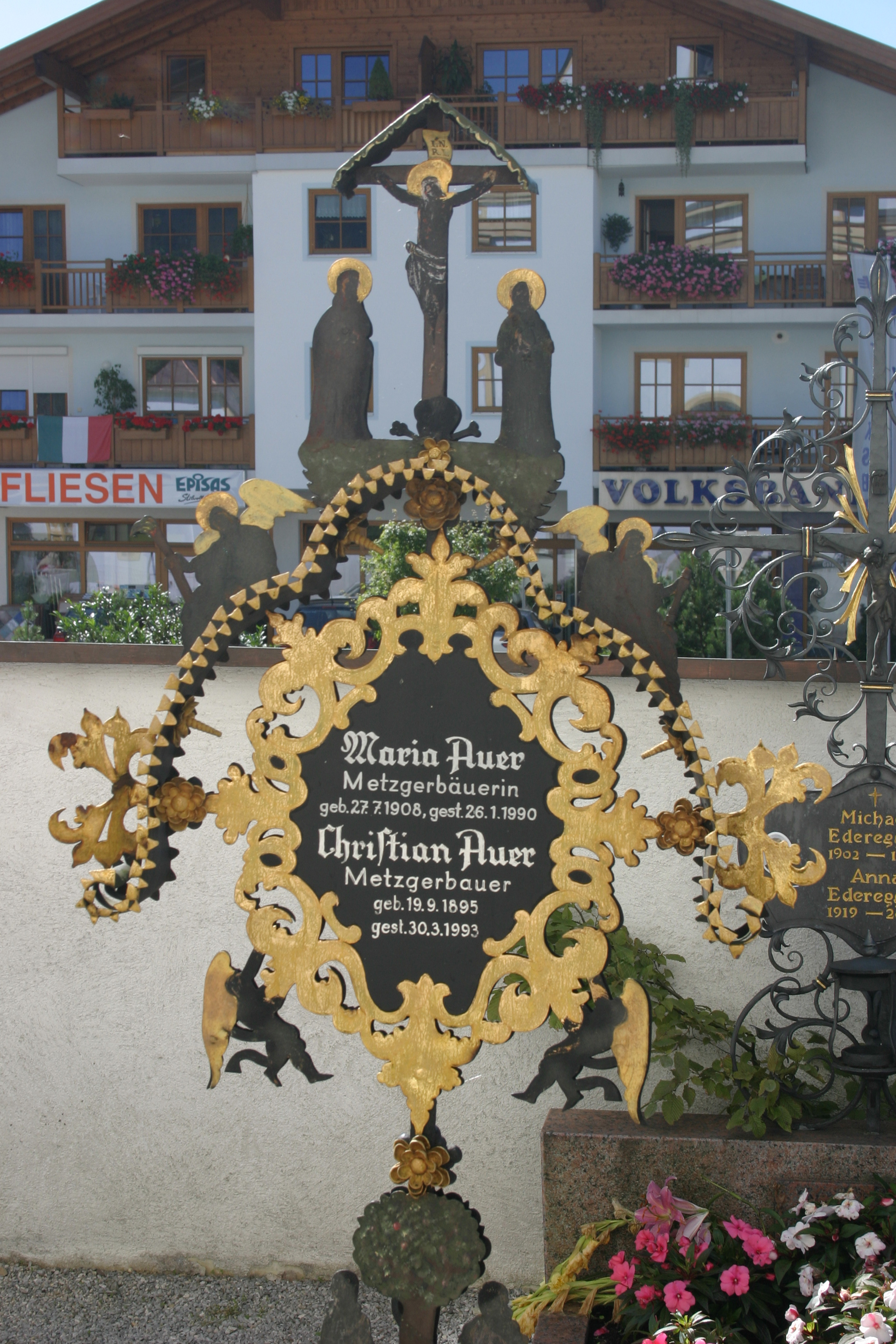